# Pohoy
Pohoy (també Pojoy, Pojoi, Pooy, Posoy, Pujoy) fou un cacicat als marges de la badia de Tampa a la fi del segle xvi i tot el segle xvii. Arran de les batudes de caçadors d'esclaus pels hitchiti de parla muskogi (anomenats baixos creek pels anglesos i uchise pels espanyols) al començament del segle xviii, els supervivents van viure en diverses localitats de la península de Florida. Pohoy va desaparèixer dels registres històrics després de 1739.

## Segle XVI
La badia de Tampa va ser l'àrea cor de la cultura Safety Harbor. La gent de la cultura Safety Harbor vivien en cacicats, que consistien en una ciutat principal i diverses comunitats perifèriques, que controlen al voltant de 24 kilòmetres de costa i s'estén 32 km o menys terra endins. Es van construir monticles cerimonials a les principals ciutats. Les ciutats principals eren de vegades abandonades i es construïen noves ciutats. Hi ha quinze o més jaciments de la ciutat principal Safety Harbor cap coneguts, la majoria dels quals es troben en la línia de costa. Quan els espanyols va arribar a la badia de Tampa a principis del segle xvi, hi havia tres o quatre cacicats als marges de la badia. La ciutat de Tocobago estava a l'extrem nord del nucli antic de la badia de Tampa (el braç nord-oest de la badia de Tampa), Uzita controlava la costa sud de la badia de Tampa, del riu Little Manatee a la badia de Sarasota i Mocoso era al costat oest de la Badia de Tampa, al riu Alafia i, possiblement, del riu Hillsborough. Potser hi ha hagut un quart cacicat independent, Capaloey, a la badia de Hillsborough (el braç nord-est de la badia de Tampa), que podia haver inclòs el riu Hillsborough. Milanich indica que el nom Pohoy és una forma de Capaloey.
L'expedició de Narváez va arribar a la badia de Tampa en 1528. Aquesta expedició xocà amb Uzita abans de marxar cap a l'interior a través de territori Tocobago. L'expedició de De Soto van arribar a territori Uzita en 1539, i després va passar per territori Mocoso, i més al nord al llarg del riu Withlacoochee, els pobles de l'interior de Guacozo, Luca, Vicela, Tocaste, tots els quals poden haver estat els assentaments de la cultura Safety Harbor. Cap expedició sembla haver entrat en territori Capaloey. Els cacicats Utiza i Mocoso desaparegueren d'aquí a 35 anys després de la trobada amb l'expedició de Soto, i Tocobago dominava la badia de Tampa quan Pedro Menéndez d'Avilés la va visitar en 1567.

## Seglexvii
El nom Pohoy apareix per primera vegada en els relats històrics a principis del segle xvii. En 1608, una aliança de Pohoy i Tocobago va poder haver amenaçat els potanos que s'havien convertit al cristianisme. En 1611 un grup d'atac dels dos cacicats va matar diversos indis cristianitzats que transportaven subministraments a la missió espanyola (Cofa) a la desembocadura del riu Suwannee. En 1612, els espanyol va posar en marxa una expedició de càstig pel riu Suwannee i al llarg de la costa del Golf, atacant Tocobago i Pohoy, matant molts dels seus habitants, incloent ambdós caps. Els espanyols d'aquesta expedició es refereixen a la badia de Tampa com a "bahía del Espíritu Santo y Pojoy", "Espíritu Santo" és el nom que Hernando de Soto es va donar en 1539. "Badia de Pohoy" o "Badia de Pooy" aparentment s'aplica a la part sud de la Badia de Tampa. Els tocobago es va afeblir per l'atac espanyol, i els pohoy esdevingueren la potència dominant a la badia de Tampa durant un temps.
Pel 1634 Pohoy es va aliar amb el cacicat calusa o bé en fou subjugat. (Els espanyols es refereixen a la "província de Carlos, Posoy i Matecumbe", és a dir, Calusa, Pohoy, i els Cayos de la Florida, aquest any.) Pohoy i Calusa van ser descrits com hostils als espanyols en 1675. En aquest moment la ciutat de Pohoy es deia que era en un riu a sis llegües de Tocobago, potser al riu Hillsborough o el riu Alafia. Una expedició espanyola per la costa des de la desembocadura del riu Suwannee en 1680 va tractar d'aconseguir el domini calusa. Els espanyols van ser advertits pel cap Pohoy fer marxa enrere. A causa de les advertències cada vegada més estridents en les viles properes en el camí a Calusa, els espanyols es retiraren. Aquesta expedició va descriure els Pohoy, però no els Calusa, com a "dòcil". Una expedició espanyola en 1699 que va viatjar per terra des de San Francisco de Potano (prop de l'actual Gainesville) va trobar l'àrea de la badia de Tampa Bay en gran part deserta. Mentre que els espanyols van dir que hi havia molta gent als pobles de la zona, sembla que no els veien. Pohoy s'esmenta diverses vegades en l'informe de l'expedició, però pel que sembla els espanyols no van visitar la ciutat.

## El poble alafay
El poble alafay (també conegut com a Alafaes, Alafaia, i Elafay) era associat als Pohoy, probablement com a subgrup. En el segle xvii el territori Pohoy incloïa el que avui és el riu Alafia. L'expedició espanyola de 1680 va informar que Elafay era la següent ciutat més enllà de Pohoy, amb 300 persones a Pohoy i 40 a Elafay. L'expedició espanyola de 1699 informà que va passar per un poble abandonat anomenat Elafay prop de la badia de Tampa. Don Antonio Pojoi va ser identificat com el líder de la nació Costas Alafaias en 1734.

## Seglexviii
Els amerindis Pohoy i Tocobago vivien junts en un poble prop de San Agustín a principis del segle xviii. El poble alafae vivia amb altres grups de refugiats en un poble prop de Saint Augustine pel 1717. Entre 1718 i 1723, 162 Alafaes hi van ser batejats. En 1718 els Pohoy atacaren un llogaret Tocobago a la desembocadura del riu Wacissa a la Província d'Apalache. En la dècada de 1720 i 1730 els indis "Pojoy" vivien juntament amb els jororo, amacapira (possiblement relacionats amb el Pohoy) i posteriorment, alafaya, en els llogarets al sud de St Augustine. Molts d'aquests pobles es va informar que havien mort en una epidèmia en 1727, i que els supervivents marxaren de la zona. Un nou poble de Pohoy, Alfaya i Amacapira, i un poble veí de Jororo, s'havien establert per 1731. La major part dels indis Pohoy, Alafaya, Amacapira i Jororo van marxar de nou en 1734, en resposta a un intent per part del nou governador de Florida de restablir indis en pobles prop de Saint Augustine i obligar-los a treballar a la força.
Tots els grups indígenes de la península de Florida estaven treballant per a les autoritats espanyoles per tal de protegir-se dels invasors uchize a principis del segle xviii. (El Uchize eren anomenats "baixos creek" pels britànics.) Els espanyols confiaven que els indis els ajudarie a protegir Saint Augustine i la Florida de la invasió de les potències estrangeres, especialment, Gran Bretanya. No obstant això, en 1738 la guerra va esclatar entre diversos grups. En la dècada de 1730 els Pohoy capturaren diversos esclaus Jororo, i estaven pagant el tribut als Bomto o Bonito, que tenien vincles amb els mayaca i jororo. En 1739 els bomto atacaren un campament pohoy i amacapira, matant més de 20 persones. Només un home pohoy va escapar. Els bomto alliberaren els esclaus jororo al campament. Els pohoy encara esren aliats o súbdits dels calusa, i els calusa van prendre represàlies per l'atac als pohoy atacant al poble bomto aliat dels mayaca que vivien a prop del llac Okeechobee. Els espanyols va rebre informes que més de 300 persones van morir en aquesta batalla. Els supervivents pohoy van emboscar una partida bomto que es dirigia a Saint Augustine, matant-ne uns quants. Alhora alguns d'aquests pohoys foren assassinats o capturats per uchizes. Els pohoy i amacapira (i els bomto) van desaparèixer de la història després d'això.
Els Pohoy eren uns dels tres pobles constructors de monticles de l'àrea de la badia de Tampa que han estat reconeguts amb un bust de bronze al llarg del Tampa Riverwalk.